# Cyrtodactylus yakhuna
Cyrtodactylus yakhuna är en ödleart, endemisk för Kalivila i norra Sri Lanka, som beskrevs av Deraniyagala 1945. Cyrtodactylus yakhuna ingår i släktet Cyrtodactylus, och familjen geckoödlor. Inga underarter finns listade i Catalogue of Life.
Arten saknas däremot på öns nordligaste udde. Den lever i låglandet och i kulliga regioner upp till 300 meter över havet. Ödlan vistas i delvis klippiga regioner som är täckta av skogar, buskskogar och savanner. Exemplaren gömmer sig ofta under växtdelar som föll ner på marken. Honan lägger två ägg per tillfälle. Individer i fångenskap blev upp till fyra år gamla.
Beståndet hotas av svedjebruk och av skogens omvandling till jordbruksmark. Några exemplar fångas illegalt och säljs som sällskapsdjur. IUCN uppskattar att hela populationen minskade med lite mer än 30 procent och listar arten som sårbar (VU).